# Sozomeno
Salminius Hermias Sozomen, meglio noto come Sozomeno o Sozomene (in greco antico: Σωζομενός?, Sōzomenós; Betelia, 400 circa – 450 circa), è stato uno storico siro di lingua greca.
È ricordato essenzialmente per la sua Historia Ecclesiastica, una raccolta di annali di storia cristiana.

## Biografia
Nacque nel 400, o poco prima, a Betelia, una piccola cittadina della Palestina vicino a Gaza, da una facoltosa famiglia. Egli riporta tradizioni orali sulla storia della Palestina meridionale, e sembra avere familiarità con l'area attorno a Gaza; afferma infatti di avere avuto contatti con il vescovo Zeno di Maiuma, il porto marittimo della città.
Sozomeno scrive che suo nonno era vissuto a Betelia, vicino a Gaza, e che divenne cristiano probabilmente durante l'impero di Costanzo II. Un vicino di nome Alaphrion sarebbe stato miracolosamente guarito da sant'Ilario di Gaza, che scacciò dal suo corpo un demònio, e Alaphrion e il nonno di Sozomeno si convertirono, propagando il cristianesimo nei dintorni. Il nonno divenne uno stimato interprete della Bibbia; Alaphrion fondò diverse chiese e promosse il monachesimo nel distretto.
Sembra che Sozomeno abbia ricevuto educazione presso i monaci di Alaphrion, benché resti difficile accertare quale sia stato il suo preciso percorso di studi. Tuttavia dai suoi scritti appare evidente un percorso culturale fondato sugli studi della letteratura greca, integrati in seguito da studi di legge, a Beirut; risulta infatti la sua attività di avvocato a Costantinopoli. Durante il soggiorno in questa capitale Sozomeno concepì l'idea di scrivere una storia della Chiesa cristiana.

## Opere storiche
Sozomeno compose due opere intitolate Storia ecclesiastica. La prima va dall'ascensione di Gesù fino alla sconfitta di Licinio nel 323, in dodici libri. Le sue fonti comprendono Eusebio di Cesarea, le omelie pseudoclementine, Egesippo e Sesto Giulio Africano. Quest'opera è andata completamente perduta.
La seconda opera è una continuazione della prima. L'intenzione di Sozomeno era di coprire il periodo dal 323 al 439, ma in realtà arriva fino al 425. L'opera fu scritta a Costantinopoli, probabilmente fra il 440 e il 443, con dedica a Teodosio II. Tra le fonti principali vi è Socrate Scolastico.
Sozomeno è, insieme a Socrate Scolastico e Teodoreto di Cirro, uno dei tre continuatori della Storia della Chiesa di Eusebio di Cesarea.